# Copa do Mundo de Esqui Alpino de 1975
A Copa do Mundo de Esqui Alpino de 1975 foi a nona edição da Copa do Mundo, ela foi iniciada em dezembro de 1974 na Itália e finalizada em março de 1975 na Itália.
O italiano Gustav Thöni venceu no masculino, enquanto no feminino a austríaca Annemarie Pröll em seu pentacampeonato.

## Calendário

### Legenda
| DH | downhill              |
| GS | giant slalom          |
| SL | slalom                |
| K  | tradicional combinado |
| PS | slalon paralelo       |

### Masculino
| Corrida | Data        | Local                       | Evento | Campeão          | Segundo                   | Terceiro             |
| 1       | 5 Dec 1974  | Val d'Isère, France         | GS     | Piero Gros       | Ingemar Stenmark          | Erik Håker           |
| 2       | 8 Dec 1974  | Val d'Isère, France         | DH     | Franz Klammer    | Werner Grissmann          | Michael Veith        |
| 3       | 15 Dec 1974 | St. Moritz, Switzerland     | DH     | Franz Klammer    | Herbert Plank             | Werner Grissmann     |
| 4       | 17 Dec 1974 | Madonna di Campiglio, Italy | SL     | Ingemar Stenmark | Paolo De Chiesa           | Fausto Radici        |
| 5       | 18 Dec 1974 | Madonna di Campiglio, Italy | GS     | Piero Gros       | Greg Jones                | Tino Pietrogiovanna  |
| 6       | 5 Jan 1975  | Garmisch, West Germany      | DH     | Franz Klammer    | Werner Grissmann          | Josef Walcher        |
| 7       | 6 Jan 1975  | Garmisch, West Germany      | SL     | Piero Gros       | Gustav Thöni              | Fausto Radici        |
| 8       | 11 Jan 1975 | Wengen, Switzerland         | DH     | Franz Klammer    | Herbert Plank             | Erik Håker           |
| 9       | 12 Jan 1975 | Wengen, Switzerland         | SL     | Ingemar Stenmark | Piero Gros                | Paolo De Chiesa      |
| 10      | 12 Jan 1975 | Wengen, Switzerland         | K      | Gustav Thöni     | David Zwilling            | Walter Tresch        |
| 11      | 13 Jan 1975 | Adelboden, Switzerland      | GS     | Piero Gros       | Gustav Thöni              | Werner Mattle        |
| 12      | 18 Jan 1975 | Kitzbühel, Austria          | DH     | Franz Klammer    | Gustav Thöni              | Werner Grissmann     |
| 13      | 19 Jan 1975 | Kitzbühel, Austria          | SL     | Piero Gros       | Ingemar Stenmark          | Paolo De Chiesa      |
| 14      | 19 Jan 1975 | Kitzbühel, Austria          | K      | Gustav Thöni     | Francisco Fernández Ochoa | Franz Klammer        |
| 15      | 21 Jan 1975 | Fulpmes, Austria            | GS     | Erik Håker       | Ingemar Stenmark          | Hansi Hinterseer     |
| 16      | 26 Jan 1975 | Innsbruck, Austria          | DH     | Franz Klammer    | Bernhard Russi            | Herbert Plank        |
| 17      | 30 Jan 1975 | Chamonix, France            | SL     | Gustav Thöni     | Ingemar Stenmark          | Hansi Hinterseer     |
| 18      | 1 Feb 1975  | Megève, France              | DH     | Walter Vesti     | Rene Berthod              | Philippe Roux        |
| 19      | 1 Feb 1975  | Megève, France              | K      | Gustav Thöni     | Francisco Fernández Ochoa | Erik Håker           |
| 20      | 21 Feb 1975 | Naeba, Japan                | SL     | Hansi Hinterseer | Ingemar Stenmark          | Christian Neureuther |
| 21      | 23 Feb 1975 | Naeba, Japan                | GS     | Ingemar Stenmark | Erik Håker                | Hansi Hinterseer     |
| 22      | 2 Mar 1975  | Garibaldi, Canada           | GS     | Ingemar Stenmark | Heini Hemmi               | Gustav Thöni         |
| 23      | 9 Mar 1975  | Jackson Hole, USA           | DH     | Franz Klammer    | Michael Veith             | Rene Berthod         |
| 24      | 13 Mar 1975 | Sun Valley, USA             | GS     | Ingemar Stenmark | Piero Gros                | Gustav Thöni         |
| 25      | 15 Mar 1975 | Sun Valley, USA             | SL     | Gustav Thöni     | Piero Gros                | Ingemar Stenmark     |
| 26      | 21 Mar 1975 | Val Gardena, Italy          | DH     | Franz Klammer    | Erik Håker                | Bernhard Russi       |
| 27      | 23 Mar 1975 | Val Gardena, Italy          | PS     | Gustav Thöni     | Ingemar Stenmark          | Walter Tresch        |

### Feminino
| Corrida | Data        | Local                         | Evento | Campeã                | Segundo               | Terceiro              |
| 1       | 4 Dec 1974  | Val d'Isère, France           | DH     | Wiltrud Drexel        | Bernadette Zurbriggen | Danièle Debernard     |
| 2       | 7 Dec 1974  | Val d'Isère, France           | GS     | Annemarie Moser-Pröll | Monika Kaserer        | Fabienne Serrat       |
| 3       | 12 Dec 1974 | Cortina d'Ampezzo, Italy      | DH     | Annemarie Moser-Pröll | Cindy Nelson          | Wiltrud Drexel        |
| 4       | 13 Dec 1974 | Cortina d'Ampezzo, Italy      | SL     | Rosi Mittermaier      | Fabienne Serrat       | Christa Zechmeister   |
| 5       | 21 Dec 1974 | Saalbach-Hinterglemm, Austria | DH     | Cindy Nelson          | Marie-Theres Nadig    | Rosi Mittermaier      |
| 6       | 4 Jan 1975  | Garmisch, West Germany        | SL     | Lise-Marie Morerod    | Christa Zechmeister   | Torill Fjeldstad      |
| 7       | 9 Jan 1975  | Grindelwald, Switzerland      | GS     | Annemarie Moser-Pröll | Hanni Wenzel          | Rosi Mittermaier      |
| 8       | 10 Jan 1975 | Grindelwald, Switzerland      | DH     | Annemarie Moser-Pröll | Rosi Mittermaier      | Marie-Theres Nadig    |
| 9       | 10 Jan 1975 | Grindelwald, Switzerland      | K      | Annemarie Moser-Pröll | Rosi Mittermaier      | Hanni Wenzel          |
| 10      | 11 Jan 1975 | Grindelwald, Switzerland      | GS     | Annemarie Moser-Pröll | Fabienne Serrat       | Hanni Wenzel          |
| 11      | 15 Jan 1975 | Schruns, Austria              | DH     | Bernadette Zurbriggen | Ingrid Schmid-Gfölner | Marie-Theres Nadig    |
| 12      | 15 Jan 1975 | Schruns, Austria              | K      | Annemarie Moser-Pröll | Hanni Wenzel          | Wiltrud Drexel        |
| 13      | 16 Jan 1975 | Schruns, Austria              | SL     | Christa Zechmeister   | Annemarie Moser-Pröll | Hanni Wenzel          |
| 14      | 19 Jan 1975 | Sarajevo, Yugoslavia          | GS     | Annemarie Moser-Pröll | Lise-Marie Morerod    | Rosi Mittermaier      |
| 15      | 24 Jan 1975 | Innsbruck, Austria            | DH     | Marie-Theres Nadig    | Annemarie Moser-Pröll | Jacqueline Rouvier    |
| 16      | 29 Jan 1975 | St. Gervais, France           | SL     | Lise-Marie Morerod    | Hanni Wenzel          | Rosi Mittermaier      |
| 17      | 31 Jan 1975 | Chamonix, France              | DH     | Bernadette Zurbriggen | Annemarie Moser-Pröll | Marie-Theres Nadig    |
| 18      | 31 Jan 1975 | Chamonix, France              | K      | Annemarie Moser-Pröll | Hanni Wenzel          | Rosi Mittermaier      |
| 19      | 21 Feb 1975 | Naeba, Japan                  | SL     | Hanni Wenzel          | Lise-Marie Morerod    | Christa Zechmeister   |
| 20      | 23 Feb 1975 | Naeba, Japan                  | GS     | Annemarie Moser-Pröll | Monika Kaserer        | Christina Tisot       |
| 21      | 1 Mar 1975  | Garibaldi, Canada             | GS     | Cindy Nelson          | Fabienne Serrat       | Kathy Kreiner         |
| 22      | 11 Mar 1975 | Jackson Hole, USA             | DH     | Marie-Theres Nadig    | Bernadette Zurbriggen | Annemarie Moser-Pröll |
| 23      | 13 Mar 1973 | Sun Valley, USA               | GS     | Lise-Marie Morerod    | Monika Kaserer        | Fabienne Serrat       |
| 24      | 14 Mar 1973 | Sun Valley, USA               | SL     | Hanni Wenzel          | Annemarie Moser-Pröll | Christa Zechmeister   |
| 25      | 20 Mar 1975 | Val Gardena, Italy            | SL     | Lise-Marie Morerod    | Annemarie Moser-Pröll | Monika Kaserer        |
| 26      | 22 Mar 1975 | Val Gardena, Italy            | PS     | Monika Kaserer        | Claudia Giordani      | Fabienne Serrat       |